# NGC 2785
NGC 2785 este o galaxie situată în constelația Linxul. A fost descoperită în 16 martie 1884 de către Édouard Stephan⁠(d). Se află la o distanță de 62,81 de megaparseci de Pământ.